# Ken Thorne
Pour les articles homonymes, voir Thorne.
Kenneth Thorne (26 janvier 1924 - 9 juillet 2014) est un compositeur anglais de musique de film. Il a particulièrement travaillé pour le réalisateur Richard Lester (sa musique peut être entendue sur la version américaine de l'album Help! des Beatles). Il a aussi collaboré avec John Barry à la musique de La Guerre de Murphy. Il est notamment le compositeur de la musique instrumentale qui accompagne vingt-deux des épisodes de la série télévisée Amicalement vôtre (The Persuaders).

## Filmographie

### Cinéma
- 1948 : The Clouded Crystal d'Alan Cullimore
- 1949 : Vengeance Is Mine d'Alan Cullimore
- 1961 : Three on a Spree de Sidney J. Furie
- 1962 : It's Trad, Dad! de Richard Lester
- 1962 : She Knows Y'Know de Montgomery Tully
- 1962 : Dead Man's Evidence de Francis Searle
- 1962 : Out of the Fog de Montgomery Tully
- 1963 : Master Spy de Montgomery Tully
- 1965 : Help! de Richard Lester
- 1967 : Comment j'ai gagné la guerre (How I Won the War) de Richard Lester
- 1968 : L'Infaillible Inspecteur Clouseau (Inspector Clouseau) de Bud Yorkin
- 1968 : The Touchables de Robert Freeman
- 1969 : Davey des grands chemins (Sinful Davey) de John Huston
- 1969 : L'Ultime Garçonnière (The Bed-Sitting Room) de Richard Lester
- 1969 : The Magic Christian de Joseph McGrath
- 1969 : Sacré Far West (A Talent for Loving) de Richard Quine
- 1971 : Welcome to the Club de Walter Shenson
- 1971 : Un colt pour trois salopards (Hannie Caulder) de Burt Kennedy
- 1971 : La Guerre de Murphy (Murphy's War) de Peter Yates (cocompositeur avec John Barry)
- 1974 : Terreur sur le Britannic (Juggernaut) de Richard Lester
- 1974 : London Conspiracy de David Greene et James Hill
- 1975 : Le Froussard héroïque (Royal Flash) de Richard Lester
- 1976 : The Ritz de Richard Lester
- 1977 : Assault on Agathon de Laslo Benedek
- 1978 : Le Jeu de la puissance (Power Play) de Martyn Burke
- 1979 : Le Trésor de la montagne sacrée (Arabian Adventure) de Kevin Connor
- 1979 : The Outsider de Tony Luraschi
- 1980 : Superman 2 (Superman II: The Adventure Continues) de Richard Lester
- 1980 : Wolf Lake de Burt Kennedy
- 1982 : La Maison des spectres (The House Where Evil Dwells) de Kevin Connor
- 1983 : Superman 3 (Superman III) de Richard Lester
- 1984 : Signé : Lassiter (Lassiter) de Roger Young
- 1984 : L'Enfer de la violence (The Evil That Men Do) de J. Lee Thompson
- 1984 : Cash-Cash (Finders Keepers) de Richard Lester
- 1985 : Le Retour du Chinois (The Protector) de James Glickenhaus
- 1987 : The Trouble with Spies de Burt Kennedy
- 1993 : Sunset Grill de Kevin Connor

### Télévision

#### Séries télévisées
- 1964 : R3 (26 épisodes)
- 1971 : Amicalement vôtre (The Persuaders!) (22 épisodes)
- 1974 : The Zoo Gang (5 épisodes)
- 1991 : Great Expectations (mini-série) (1 épisode)
- 1993 : Lonesome Dove : La Loi des justes (Return to Lonesome Dove) (mini-série) (4 épisodes)
- 2000 : Au commencement (In the Beginning) (mini-série) (2 épisodes)

#### Téléfilms
- 1982 : Le Bossu de Notre-Dame (The Hunchback of Notre Dame) de Michael Tuchner
- 1983 : White Water Rebels de Reza Badiyi
- 1985 : Mes 400 coups: la légende d'Errol Flynn (My Wicked, Wicked Ways: The Legend of Errol Flynn) de Don Taylor
- 1985 : Lost in London de Robert Michael Lewis
- 1987 : Le Retour de Sherlock Holmes (The Return of Sherlock Holmes) de Kevin Connor
- 1987 : Touristes en délire (If It's Tuesday, It Still Must Be Belgium) de Bob Sweeney
- 1990 : Personals de Steven Hilliard Stern
- 1991 : Bejewelled de Terry Marcel (en)
- 1993 : Diana, princesse de Galles (en) (Diana: Her True Story) de Kevin Connor
- 1993 : Déclic fatal (Lethal Exposure) de Kevin Connor
- 1993 : Age of Treason de Kevin Connor
- 1995 : A Season of Hope de Marcus Cole
- 1995 : L'histoire d'Elizabeth Taylor (Liz: The Elizabeth Taylor Story) de Kevin Connor
- 1996 : L'affaire Ramsay (Escape Clause') de Brian Trenchard-Smith
- 1997 : The Apocalypse Watch de Kevin Connor
- 1999 : Mary, Mother of Jesus de Kevin Connor
- 2002 : SOS Père Noël (Santa, Jr.) de Kevin Connor
- 2003 : À la conquête d'un cœur (Love Comes Softly) de Michael Landon Jr.
- 2007 : Marco Polo de Kevin Connor

## Récompenses et nominations
- 39e cérémonie des Oscars (1967) : Oscar de la meilleure adaptation musicale pour Le Forum en folie de Richard Lester.
- Saturn Award de la meilleure musique : 3 nominations
  - en 1980 pour Le Trésor de la montagne sacrée de Kevin Connor
  - en 1982 pour Superman 2 de Richard Lester
  - en 1983 pour La Maison des spectres de Kevin Connor